# OTI 1980
Il nono Festival della canzone iberoamericana si tenne a Buenos Aires, in Argentina il 15 novembre 1980 e fu vinto da Rafael José che rappresentava il Porto Rico.

## Classifica
| Paese                                                      | Artista                                 | Canzone                     | Posizione |
| Porto Rico                                                 | Rafael José                             | Contigo, mujer              | 1         |
| Spagna                                                     | Dyango                                  | Querer y perder             | 2         |
| Argentina                                                  | Luis Ordoñez                            | Dime adios                  | 3         |
| Brasile                                                    | Marcia                                  | Convite ao vento            | 4         |
| Costa Rica                                                 | Ricardo Padilla                         | El amor se va               | 4         |
| Rep. Dominicana                                            | Fausto Rey                              | Canción de un hombre simple | 6         |
| Honduras                                                   | Moises Canello                          | Tu, siempre tu              | 7         |
| Messico                                                    | José Roberto                            | Solo te amo a ti            | 8         |
| Guatemala                                                  | Grupo Madrigal                          | Suave y dulcemente          | 9         |
| Nicaragua                                                  | Carlos Mejía Godoy y los de Palacagüina | La chavalita de España      | 10        |
| Colombia                                                   | Jaime Valencia                          | Por cuanto tiempo           | 11        |
| Perù                                                       | Regina Alcóver                          | Un buen motivo para amar    | 11        |
| Stati Uniti                                                | Ramiro Velasco                          | El extranjero               | 13        |
| Portogallo                                                 | Simone de Oliveira                      | A tua espera                | 14        |
| Cile                                                       | Nino García                             | Sin Razón                   | 14        |
| Panama                                                     | Solinka                                 | Puede ser                   | 16        |
| Paraguay                                                   | Carlos Albospino                        | La Razón que nos une        | 17        |
| Venezuela                                                  | Héctor Cabrera                          | Hacemos bien                | 18        |
| Uruguay                                                    | Juca Sheppard                           | Te lo quedé diciendo        | 19        |
| El Salvador                                                | Ricardo Alfaro                          | El séptimo día              | 19        |
| Ecuador                                                    | Jeaneth Salgado                         | En un instante              | 21        |
| Bolivia                                                    | Susana Joffre                           | Que suerte... que pena      | 22        |
| Antille Olandesi                                           | Lituina Boy                             | Amor para ti                | 22        |
| Luogo: Teatro General San Martín - Buenos Aires, Argentina |                                         |                             |           |